# روبي دي ميل
روبي دي ميل هي ممثلة سريلانكية، ولدت في 4 ديسمبر 1917 في موراتوا ‏ في سريلانكا، وتوفيت في 8 نوفمبر 2004 في Rajagiriya ‏ في سريلانكا.

## وصلات خارجية
- روبي دي ميل على موقع IMDb (الإنجليزية)
- روبي دي ميل على موقع قاعدة بيانات الفيلم (الإنجليزية)